# 1928 год в литературе

## Премии
- Гонкуровская премия — Морис Константен Вейер, «Человек над своим прошлым»
- Нобелевская премия по литературе — Сигрид Унсет, «За запоминающееся описание скандинавского средневековья».

## Книги
- «Афон» — путевой очерк Бориса Зайцева.
- «Жизнь пространства» — произведение Мориса Метерлинка.
- «Звезда надзвёздная» — произведение Алексея Ремизова.
- «Золотоискатели в пустыне» — произведение Владимира Обручева.
- «Путешествие в ад» — сказка Янка Мавра.
- «Станция на горизонте» — произведение Эриха Мария Ремарка.
- «Человек, который знал Кулиджа» (The Man who knew Coolidge) — произведение Синклера Льюиса.

### Романы
- «Амок» — роман белорусского писателя Янки Мавра.
- «Бруски» — роман советского писателя Фёдора Панфёрова (книги 1, 2).
- «Вечный хлеб» — роман Александра Беляева.
- «Король, дама, валет» — роман Владимира Набокова.
- «Любовник леди Чаттерлей» (Lady Chatterley’s Lover) — последний роман Дэвида Герберта Лоуренса (первая публикация).
- «Мессия» — роман Дмитрия Мережковского.
- «Орландо» — роман английской писательницы Вирджинии Вулф.
- «Смерть Вазир-Мухтара» — роман Юрия Тынянова.
- «Судьбы» (фр. «Destins») — роман Франсуа Мориака.
- «Тайна «Голубого экспресса»» — роман Агаты Кристи.
- «Тихий Дон» — роман Михаила Шолохова
- «Угрюм-река» — роман Вячеслава Шишкова (публикация первой части)

### Повести
- «Возвращение Мюнхгаузена» — повесть Сигизмунда Кржижановского.
- «Гравюра на дереве» — повесть Бориса Лавренёва.
- «Побег. Из жизни декабриста» — повесть Юрия Тынянова.

### Малая проза
- «Денек» — этюд Александра Малышкина.
- «Сезам, откройся!!!» — рассказ Александра Беляева.
- «Зов Ктулху» (англ. The Call of Cthulhu) — рассказ Лавкрафта.

### Пьесы
- «Зигфрид» — пьеса Жана Жироду.
- «Леониды» — пьеса Ромена Роллана.
- «Разлом» — пьеса Бориса Лавренёва.
- «Самоубийца» — пьеса Николая Эрдмана.
- «СОС… приём, приём… Фойн — „Красин“ спасает „Италию“» (SOS … rao rao … Foyn — «Krassin» rettet «Italia») — радиопьеса Фридриха Вольфа.
- «Трёхгрошовая опера» — пьеса Бертольта Брехта (опубликована в 1931).

### Поэзия
- «Погорельщина» — поэма Николая Клюева.
- «Цыганский романсеро» — стихотворный сборник Федерико Гарсия Лорки.

## Персоналии

### Родились
- 10 января — Хуан Гонсало Росе, перуанский поэт, драматург, композитор и журналист. (умер в 1983).
- 16 января — Борис Хазанов, русский писатель.
- 22 января — Пётр Лукич Проскурин, советский российский писатель (умер в 2001).
- 30 января — Кармен Наранхо, коста-риканская писательница, поэтесса, эссеист (умерла в 2012).
- 28 февраля — Джордж Габб, белизский писатель, художник, скульптор (ум. в 2007).
- 8 марта — Эфраим Севела, русский писатель еврейского происхождения.
- 7 апреля — Иван Фоустка, чешский писатель (умер в 1994).
- 5 июня – Отто Фридрих Вальтер, швейцарский писатель
- 9 июня — Кейт Вильгельм, американская писательница-фантаст.
- 4 июля — Теодор «Тед» Джоанс (англ. Theodore «Ted» Joans), американский трубач, джазовый поэт и художник (умер в 2003).
- 5 июля — Владимир Николаевич Топоров, русский филолог (умер в 2005).
- 13 июля — Валентин Саввич Пикуль, русский советский писатель, автор многочисленных художественных произведений на историческую тематику (умер в 1990).
- 16 июля — Роберт Шекли, американский писатель-фантаст (умер в 2005).
- 21 июля — Джон Брендан Кин, ирландский драматург, прозаик, эссеист  (умер в 2002).
- 20 октября — Миколас Слуцкис, литовский писатель (умер в 2013).
- 20 декабря — Мырзабек Тулегенович Дуйсенов, казахский и советский прозаик, публицист (умер в 1988).

### Умерли
- 11 января — Томас Харди, английский писатель и поэт (родился в 1840).
- 17 января — Нагида Руфь Лацарус, немецкая писательница[1]; жена писателя Макса Реми (нем. Max Remy; 1839—1881)[2], затем доктора философии Морица Лацаруса[3].
- 18 марта — Пол ван Остайен, бельгийский поэт (родился в 1896).
- 7 апреля — Александр Александрович Богданов, русский писатель и политический деятель (родился в 1873).
- 14 апреля — Джованни Фальделла, итальянский писатель (родился в 1846).
- 7 июля — Виктор Степанович Ярина, украинский советский писатель (родился в 1901).
- 17 декабря — Юлий Исаевич Айхенвальд, русский литературный критик (родился в 1872).